# آنومالی سه‌کوه
آنومالی سه کوه یک اندیس فلزی است که در حوالی شهر ورچه استان مرکزی قرار دارد و مادهٔ معدنی موجود در آن، طلا است. سنگ میزبان این اندیس شیست، شیل است